# ساغرادا فاميليا
كنيسة ساغرادا فاميليا (بالإسبانية: La sagrada Família)‏ Basílica de la Sagrada Família (الكاتالونية: [bəˈzilikə ðə lə səˈɣɾaðə fəˈmiljə]؛ الإسبانية: Basílica de la Sagrada Familia؛ 'Basilica of the Holy Family')، والمعروفة أيضًا باسم (Sagrada Família)، (العائلة المُقدسة) هي كاتدرائية رومانية كاثوليكية صغيرة غير مكتملة في منطقة إيكسامبل في برشلونة، كاتالونيا، إسبانيا. صَّممها المهندس المعماري الإسباني/ الكتالوني أنطوني غاودي (1852-1926)، ويُعد عمله في المبنى جزءًا من أحد مواقع التراث العالمي لليونسكو. في 7 نوفمبر 2010، كَّرس البابا بنديكتوس السادس عشر الكنيسة وأعلنها كنيسة صغيرة. في 19 مارس 1882، بدأ بناء ساغرادا فاميليا تحت إشراف المهندس المعماري فرانسيسكو دي باولا ديل فيلار. في عام 1883، عندما استقال فيلار، تولى غاودي منصب كبير المهندسين المعماريين، وقام بتحويل المشروع بأسلوبه المعماري والهندسي، والدمج بين أشّكال فن القوطية والخطوط المنحنية في الآرت نوفو. كَّرس غاودي ما تبقى من حياته للمشروع، ودُفن في سِرداب. في وقت وفاته عام 1926، كان أقل من ربع المشروع قد اكتمل. بالاعتماد فقط على التبرعات الخاصة، تقدم بناء ساغرادا فاميليا ببطء وتوقف بسبب الحرب الأهلية الإسبانية. في يوليو 1936، أشعل الثوار النار في القبو واقتحموا طريقهم إلى ورشة العمل، ودمروا جزئيًا مخططات غاودي الأصلية ورسوماته ونماذج الجص، مما أدى إلى 16 عامًا من العمل لتجميع أجزاء النموذج الرئيسي. استؤنف البناء علي فترات مُتقطعة في الخمسينيّات. إنَّ التطورات في التقنيات مثل التصّميم بمساعدة الكمبيوتر والتحكم الرقمي باستخدام الحاسوب (CNC) قد مكنت منذ ذلك الحين من إحراز تقدم أسرع وتجاوز البناء نقطة المنتصف في عام 2010. ومع ذلك، لا تزال هناك بعض من أكبر تحدّيات المشروع، بما في ذلك بناء عشرة أبراج أخرى، كل منها يرمز إلى أهمية شخصية توراتية في العهد الجديد. من المتوقع أن يكتمل المبنى بحلول عام 2026، الذكرى المئوية لوفاة غاودي. تتمتع الكاتدرائية بتاريخ طويل من الإختلاف في الرأي بين سكان برشلونة: حول أنها من المحتمل قد تُنافس كاتدرائية برشلونة، وحول تصميم غاودي نفسه، وحول احتمال أن العمل بعد وفاة غاودي قد تجاهل تصميمه، واقُتراح عام 2007 بِناء نفق قريب كجزء من وصلة السكك الحديدية عالية السرعة بين إسبانيا وفرنسا، مما قد يزعج استقرارها قال الناقد الفني راينر زيربست، في وصفه لـ ساغرادا فاميليا، «ربما يكون من المستحيل العثور على مبنى كنسية مثله في تاريخ الفن بأكمله»، ويصفها بول جولدبيرجر بأنها «التفسير الشخصي الأكثر استثنائية للعمارة القوطية منذ العصور الوسطى». البازيليكا ليست الكنيسة الكاتدرائية لأبرشية برشلونة، حيث ينتمي هذا اللقب إلى كاتدرائية الصليب المقدس وسانت يولاليا.
بعض من أجزائها غير المكتملة دُمرت أثناء الحرب الفوضوية، إلا أنَّ العمل استمر بعدها والتزم عدة معماريون بعد جاودي في تصميمها. وهي الآن من أكثر الأماكن جاذبية للسُيّاح في برشلونة الذين بإمكانهم زيارة الأجزاء المكتملة منها، حيث زارها قرابة المليون شخص في عام 2004 حسب صحيفة كاتالونيا.

## التاريخ
كانت بازيليكا ساغرادا فاميليا من إلهام بائع الكُتب، جوزيف ماريا بيكابيلا، مؤسس (Asociación Espiritual de Devotos de San José) (الرابطة الروحية لمحبين القديس يوسف). بعد زيارة الفاتيكان في عام 1872، عاد بوكابيلا من إيطاليا بنية بِناء كنيسة مستوحاة من البازيليكا في لوريتو. بدأ سِرداب الكنيسة، الممول من التبرعات، في 19 مارس 1882، في عيد القديس جوزيف، لتصميم المهندس المعماري فرانسيسكو دي باولا ديل فيلار، الذي كانت خُطته بناء كنيسة إحياء قوطية ذات شكل قياسي. تم الانتهاء من سرداب حنية الكنيسة قبل استقالة فيلار في 18 مارس 1883، عندما تولى أنطوني غاودي المسؤولية عن تصميمه، والذي غيره بشكل جذري. بدأ غاودي العمل في الكنيسة عام 1883 لكنه لم يتم تعيينه مديرًا معماريًا حتى عام 1884.

## التشييد
فيما يتعلق بموضوع فترة البناء الطويلة للغاية، قِيل أن غاودي قد علّق: «موكلي ليس في عجلة من أمره.»  عندما توفي غاودي في عام 1926، كانت الكنيسة قد اكتملت بنسبة تتراوح بين 15 و 25 بالمائة. بعد وفاة غاودي، استمر العمل تحت إشراف دومينيك سوغرانيس إي غراس حتى توقّف بسبب الحرب الأهلية الإسبانية في عام 1936.
تم تدمير أجزاء من البازيليكا غير المكتملة ونماذج وورشة غاودي خلال الحرب من قبل الأناركيين الكاتالونيين. يعتمد التصميم الحالي على مُخطّطات أعُيد بناؤها من المُخطّطات التي أحُرقت في الحريق وكذلك على تعديلات حديثة. منذ عام 1940، قام المهندسون المعماريون فرانسيسك كوينتانا وإيسيدري بويج بوادا ولويس بونيه إي غاري وفرانسيسك كاردونر بالعمل. تم تصميم الإضاءة بواسطة كارليس بوجاس. يقوم المدير الحالي وابن لويس بونيت، جوردي بونيت أرمينغول، بإدخال أجهزة الكمبيوتر في عملية التصميم والبناء منذ الثمانينيّات. يعمل مارك بيري من نيوزيلندا كمهندس تنفيذي وباحث. تُزين تماثيل جيه بوسكيتس وإيتسورو سوتو وجوزيب ماريا سوبراش المثيره للجدل الواجهات الخيالية. تولى جوردي فولي، المولود في برشلونة، منصب كبير المهندسين في عام 2012.
تم الانتهاء من قبو الصحن المركزي في عام 2000، وكانت المهام الرئيسيّة منذ ذلك الحين هي القبو التحميل المركزي وحنية الكنيسة. اعتبارًا من عام 2006، تركّز العمل على المعبر والهيكل الداعم للبرج الرئيسي ليسوع المسيح وكذلك السُور الجنوبي للصحن المركزي، والذي سيصبح واجهة المجد.
تشترك الكنيسة في موقعها مع مبنى مدارس ساغرادا فاميليا، وهي مدرسة صممها في الأصل غاودي في عام 1909 لأطفال عمال البناء. تم نقل المبنى في عام 2002 من الزاوية الشرقية للموقع إلى الزاوية الجنوبية، ويضم المبنى الآن معرضًا.

Historical photographs of the Sagrada Família
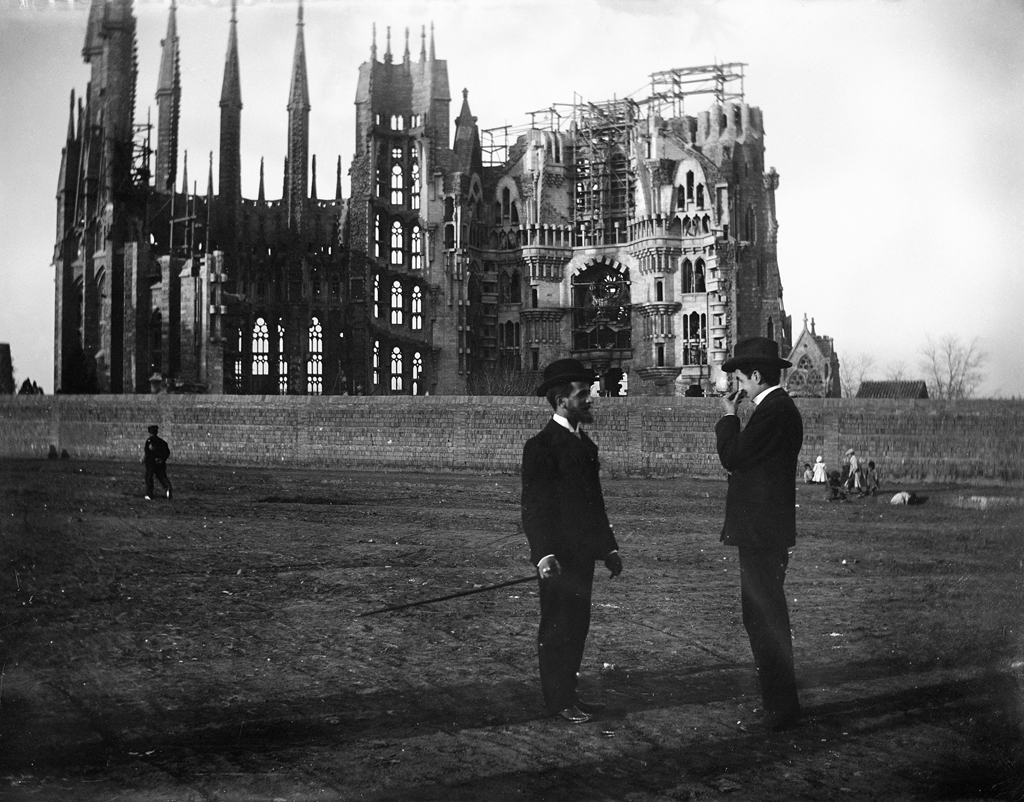
1905
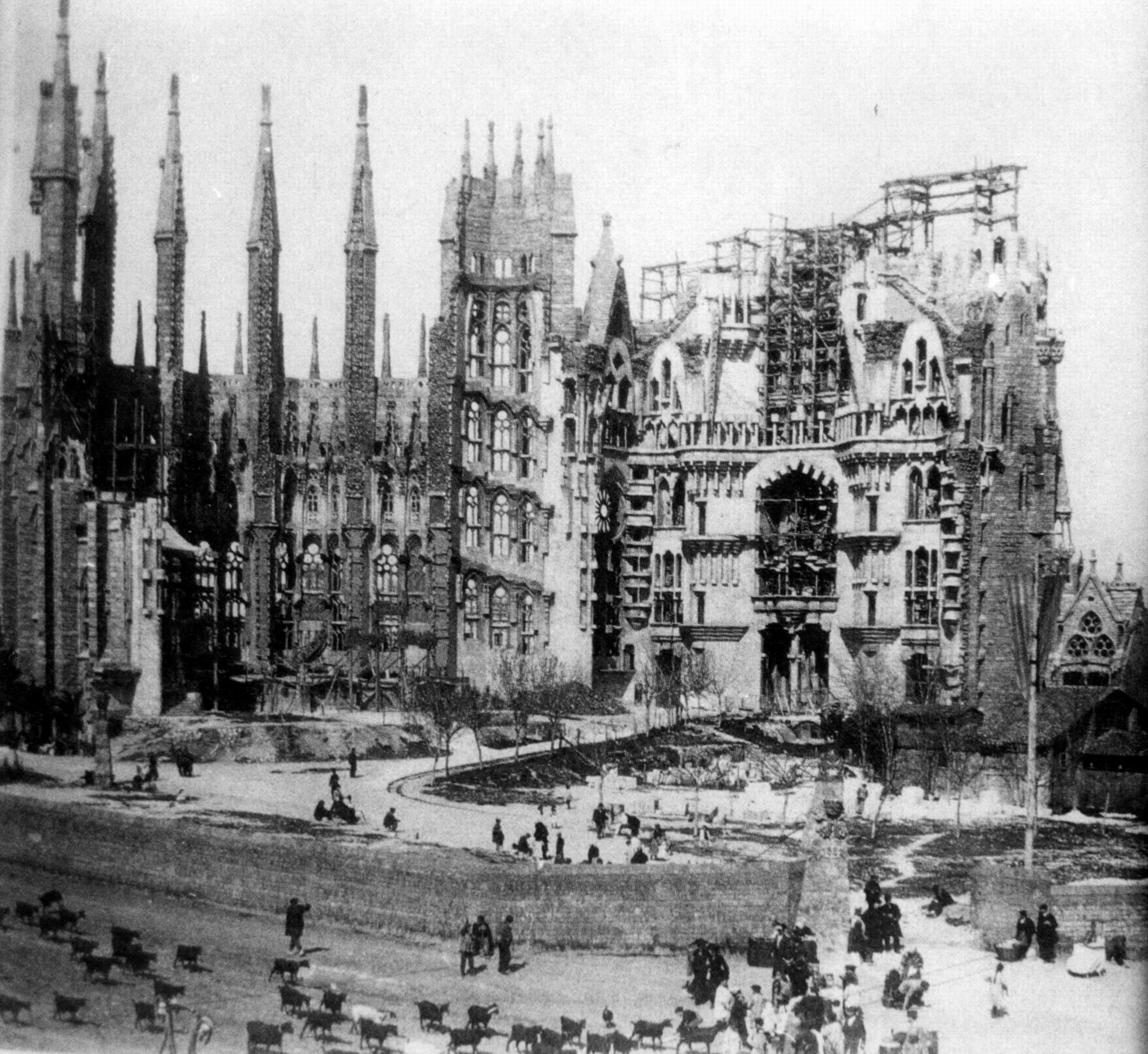
1915
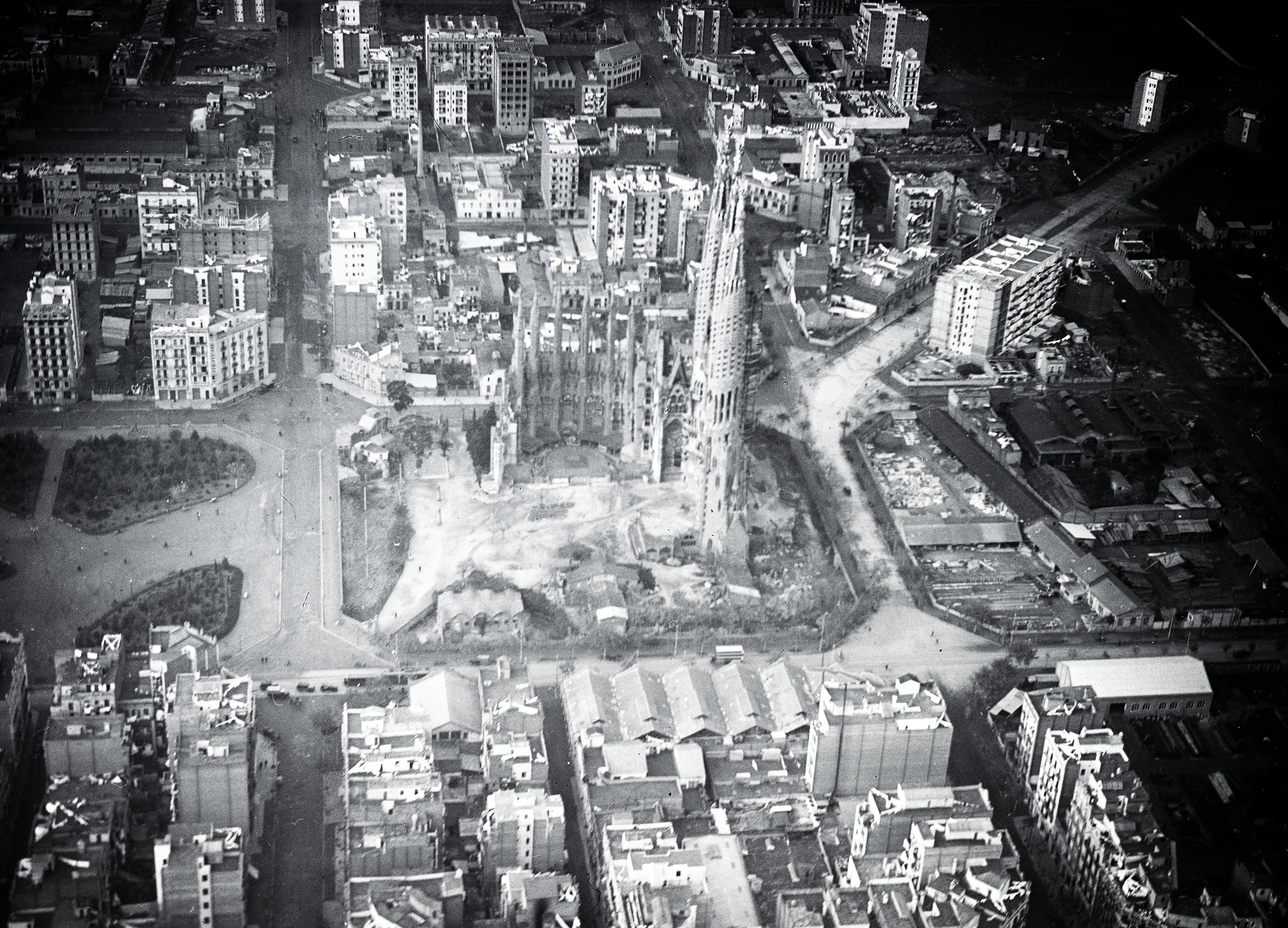
1930. صورة جوية بواسطة والتر ميتلهولزر، مكتبة ETH .

### أحوال البناء
أعلن كبير المهندسين المعماريين جوردي فولي في أكتوبر 2015 أن البناء قد اكتمل بنسبة 70٪ ودخل مرحلته النهائية برفع ستّة أبراج ضخمة. من المقرر الانتهاء من الأبراج ومعظم هيكل الكنيسة بحلول عام 2026، الذكرى المئوية لوفاة غاودي؛ اعتبارًا من تقديرات عام 2017، يجب أن تكتمل العناصر الزخرفية بحلول عام 2030 أو 2032. رسوم دخول الزائر من 15 يورو إلى 20 يورو لتمويل ميزانية البناء السنوية البالغة 25 مليون يورو. تم استخدام تقنية التصميم بمساعدة الكمبيوتر لتسريع بناء المبنى. تسمح التكنولوجيا الحالية بتشكيل الحجر خارج الموقع بواسطة آلة طحن (CNC)، بينما تم نحت الحجر يدويًا في القرن العشرين.
في عام 2008، دعا بعض المهندسين المعماريين المشهورين في كاتالونيا إلى وقف البناء لاحترام تصميمات غاودي الأصلية، والتي على الرغم من أنها لم تكن شاملة وتم تدميرها جزئيًا، فقد أعيد بناؤها جزئيًا في السنوات الأخيرة.
في عام 2018، تم العثور على نوع الحجر اللازم للإنشاء في مقلع في برينسكول، بالقرب من كورلي، إنجلترا.

### التاريخ الحديث
نفق AVE منذ عام 2013، مرت قطارات AVE عالية السرعة بالقرب من ساغرادا فاميليا عبر نفق يمر أسفل وسط برشلونة. كان بناء النفق، الذي بدأ في 26 مارس 2010، مثيرًا للجدل. وزعمت وزارة الأشغال العامة الإسبانية (ميوزيريسيو دي فومينتو) أنَّ المشروع لا يُشكل أي خطر على الكنيسة. عارض ذلك المهندسون والمعماريون في ساغرادا فاميليا، قائلين إنه لا يوجد ضمان بأن النفق لن يؤثر على استقرار المبنى قاد مجلس إدارة ساغرادا فاميليا (باترونات دي لا ساغرادا فاميليا) وجمعية الحي AVE، (AVE بيل ليتورال) (AVE بجوار الساحل) حملة ضد هذا الطريق، دون نجاح. في أكتوبر 2010، وصلت آلة حفر الأنفاق إلى الكنيسة تحت الأرض تحت موقع الواجهة الرئيسية للمبنى. تم تدشين الخدمة عبر النفق في 8 يناير 2013. يستخدم المسار في النفق نظامًا من قبل اديلون سيدرا حيث يتم تثبيت القضبان في مادة مرنة لتخفيف الاهتزازات. لم يتم الإبلاغ عن أي ضرر لساجرادا فاميليا حتى الآن.

### التكريس
تم تغطية الصحن الرئيسي وتم تركيب الأورغن في منتصف عام 2010، مما سمح باستخدام المبنى الذي لم يكتمل بعد في الخدمات الدينية. تم تكريس الكنيسة من قبل البابا بنديكتوس السادس عشر في 7 نوفمبر 2010 أمام تجمع من 6500 شخص. وتبع 50000 شخص آخر قداس التكرّيس من خارج البازيليكا، حيث كان هناك أكثر من 100 أسقف و 300 كاهن لتقديم المناولة المقدسة.
ابتداءً من 9 يوليو 2017، هناك قداس دولي يتم الاحتفال به في البازيليكا كل يوم أحد ويوم الالتزام، الساعة 9 صباحًا، مفتوح للجمهور (حتى تمتلئ الكنيسة). من حين لآخر، يتم الاحتفال بالقداس في أوقات أخرى، حيث يتطلب الحضور دعوة. عندما يتم جدولة الجماهير، يتم نشر تعليمات الحصول على دعوة على موقع الكنيسة على الإنترنت. بالإضافة إلى ذلك، يمكن للزوار الصلاة في كنيسة القربان المقدس والتوبة.

### النار
في 19 أبريل 2011، أشّعل أحد المشاغبين حريقًا صغيرًا في خزانة الكنيسة مما أجبر السياح وعمال البناء على إِخّلاء المكان. تضررت الخزانة، واستغرق الحريق 45 دقيقة.

### جائحة كوفيد -19
في 11 مارس 2020، بسبب جائحة جائحة كوفيد -19 في إسبانيا، تم إيقاف البناء وإغلاق الكاتدرائية. هذه هي المرة الأولى التي يتوقف فيها البناء منذ الحرب الأهلية الإسبانية. كما تم إغلاق متحف غاودي في بارك غويل. أعيد فتح البازيليكا، في البداية للعمال الرئيسيين، في 4 يوليو 2020.

## التصميم
يتم تشبيه أسلوب لاساغرادا فاميليا بشكل مختلف بالقوطية الإسبانية المتأخرة أو الحداثة الكاتالونية أو فن الآرت نوفو. بينما تقع ساغرادا فاميليا ضمن فترة الآرت نوفو، يشير نيكولاس بيفسنر إلى أنه، جنبًا إلى جنب مع تشارلز ريني ماكينتوش في غلاسكو، حمل غاودي أسلوب الآرت نوفو بعيدًا عن تطبيقه المعتاد كزخرفة سطحية.

### المخطط
على الرغم من أنه لم يقصد أبدًا أن تكون كاتدرائية، فقد تم التخطيط لـ ساغرادا فاميليا منذ البداية ليكون مبنى بحجم الكاتدرائية. يحتوي مخططه الأرضي على روابط واضحة مع الكاتدرائيات الإسبانية السابقة مثل كاتدرائية بورغوس وكاتدرائية ليون وكاتدرائية إشبيلية. على غرار الكاتدرائيات الكاتالونية والعديد من الكاتدرائيات القوطية الأوروبية الأخرى، فإنَّ ساغرادا فاميليا قصيرة مقارنة بعرضها، ولها تعقيد كبير في الأجزاء، بما في ذلك الممرات المزدوجة، وعدد كبير من الأبراج وثلاث بوابات، يختلف كل منها اختلافًا كبيرًا في الهيكل والزخرفة. عندما يكون من الشائع أن تكون الكاتدرائيات في إسبانيا مُحاطة بالعديد من الكنائس الصغيرة والمباني الكنسية، فإن مخطط هذه الكنيسة له ميزة غير عادية: ممر مغطى أو دير يشكل مستطيلًا يحيط بالكنيسة ويمر عبر رواق كل من بواباتها الثلاثة. مع وضع هذه الخصوصية جانباً، فإن الخطة، المتأثرة بسرد فيلار، بالكاد تلمح إلى تعقيد تصميم غاودي أو انحرافاتها عن العمارة التقليدية للكنيسة. لا توجد زوايا قائمة يمكن رؤيتها داخل الكنيسة أو خارجها، وهناك عدد قليل من الخطوط المستقيمة في التصميم.

### البرج
يستدعي تصميم غاودي الأصلي ما مجموعه ثمانية عشر برجًا، يمثلون بترتيب تصاعدي للارتفاع الإثني عشر رسولًا، ومريم العذرا، والمبشرين الأربعة، والأطول من الجميع، يسوع المسيح. تم بناء ثمانية أبراج اعتبارًا من عام 2010، تتوافق مع أربعة رُسل في واجهة المهد وأربعة رسُل في واجهة الآلام. وفقًا لـ «تقرير الأعمال» لعام 2005 للموقع الرسمي للمشروع، تشير الرسُومات الموقعّة من غاودي والتي تم العثور عليها مؤخرًا في أرشيف البلدية، إلى أن مستدقّة العذراء كان يقصدها في الواقع أنَّ تكون أقصر من تلك التي رسمها الإنجيليون. سوف يتبع ارتفاع البرج نيّة غاودي، والتي وفقًا للتقرير ستعمل مع الأساس الحالي. تعلو أبراج الإنجيليين منحوتات من رموزهم التقليدية: ثور مجنح (القديس لوقا)، رجل مجنح (القديس ماثيو)، نسر (القديس يوحنا)، وأسد مجنح (القديس مرقس). يجب أن يعلو البرج المركزي ليسوع المسيح صليب عِملاق؛ سيكون ارتفاعه الإجمالي (172.5 مترًا (566 قدمًا)) أقل من ارتفاع تل مونتجويك في برشلونة، حيث اعتقد غاودي أن خليقته يجب ألا تتجاوز خلق الله. الأبراج السفلية محاطة باشكال حزم من القمح وكؤوس مع عناقيد عنب، تمثل القربان المقدس. تدعو المخططات إلى وضع أجراس أنبوبية داخل الأبراج، مدفوعة بقوة الرياح، ودفع الصوت إلى داخل الكنيسة. أجرى غاودي دراسات صوتية لتحقيق النتائج الصوتية المناسبة داخل المعبد. ومع ذلك، يوجد جرس واحد فقط في مكانه حاليًا.

### الواجهات

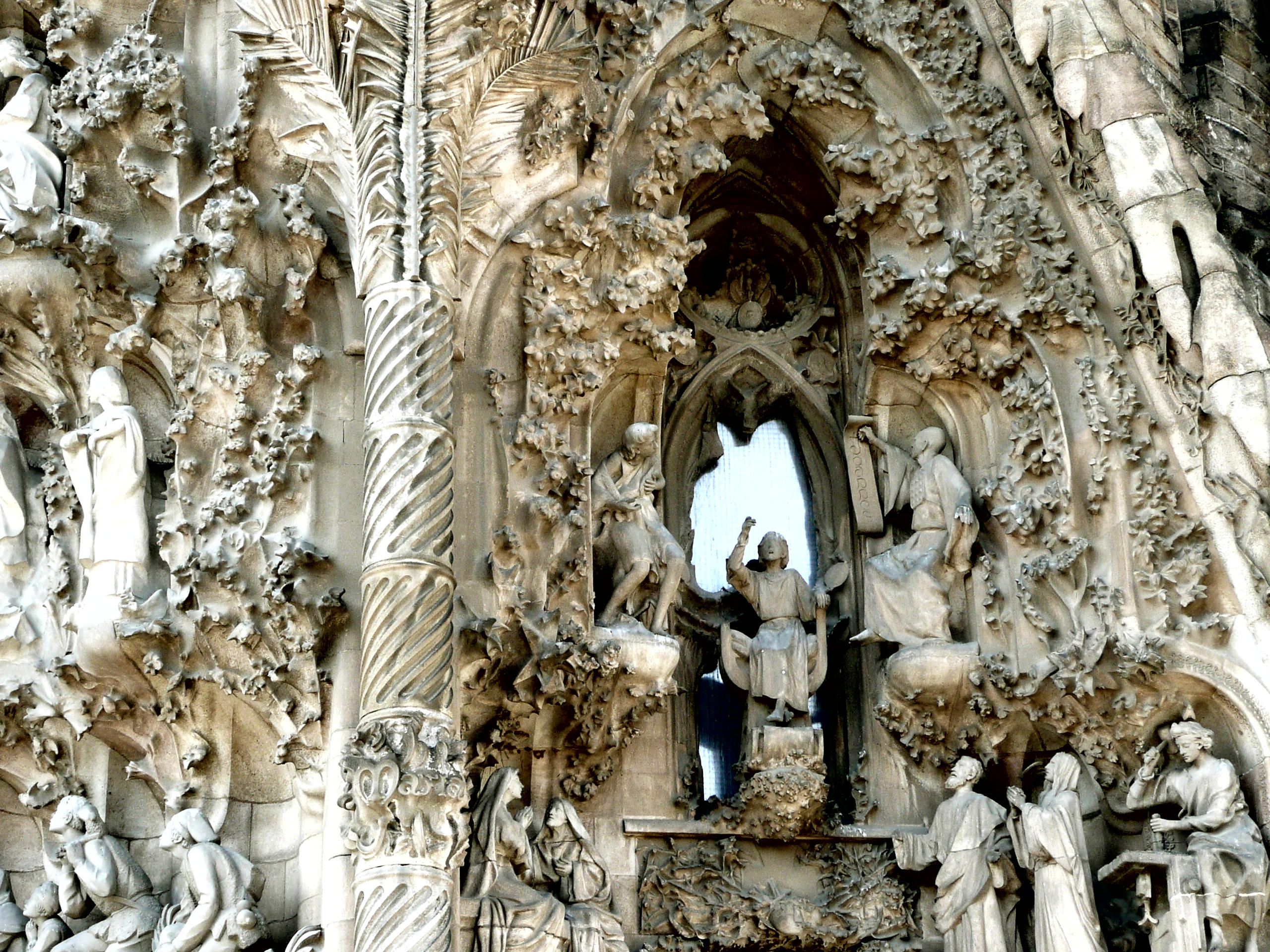
واجهة الميلاد

سيكون للكنيسة ثلاث واجهات كبيرة: واجهة المهْد إلى الشّرق، وواجهة الآلام إلى الغرب، وواجهة المجد في الجنوب (لم تكتمل بعد). تم بناء واجهة المهد قبل توقف العمل في عام 1935 وتحمل التأثير المباشر لغاودي. تم بناء واجِهة الآلام وفقًا للتصميم الذي ابتكره غاودي في عام 1917. بدأ البناء في عام 1954، وتم الانتهاء من الأبراج، التي تم بناؤها فوق المخطط الإهليلجي، في عام 1976. وهي مدهشة بشكل خاص بشخصياتها الهزيلة والمعذبة، بما في ذلك صور هزيلة للمسيح يُجلد عند العمود؛ والمسيح على الصليب. هذه التصاميم المثيرة للجدل هي عمل جوزيب ماريا سوبراخس. ستكون واجهة المجد، التي بدأ البناء عليها في عام 2002، أكبر وأضخم الثلاثة وستمثل صُعود المرء إلى الله. كما أنها ستصُور مشاهد مختلفة مثل الجحيم والمُطهر وستشمل عناصر مثل الخطايا السبع المميتة والفضائل السماوية السبع.

#### واجهة المهد أو الميلاد

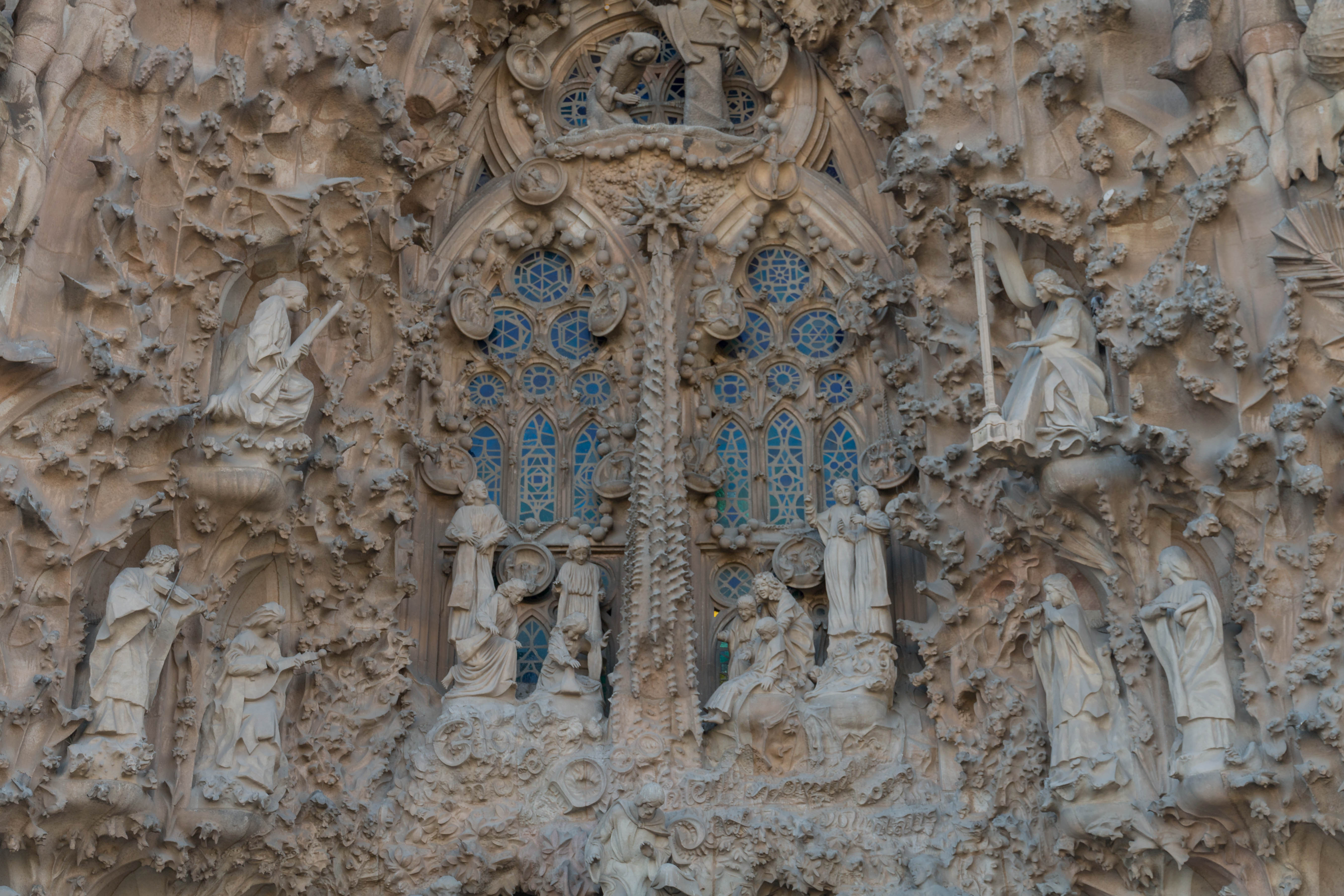
النحت لجوقة الأطفال الملائكة

تم تشييّد واجهة الميلاد بين عامي 1894 و 1930، وكانت أول واجهة يتم استكمالها. تم تكرّيسها لميلاد يسوع، وهي مُزينة بمناظر تذكر بعناصر الحياة. من سمات أسلوب غاودي الطبيعي، تم ترتيب المنحوتات بشكل مزخرف وتزيينها بمشاهد وصور من الطبيعة، كل منها رمز بطريقته الخاصة. على سبيل المثال، يتم فصل الأروقة الثلاثة بواسطة عمودين كبيرين، وفي قاعدة كل منهما توجد سلحفاة أو سلحفاة (أحدهما يمثل الأرض والآخر البحر؛ كل منهما يمثل رمزًا للوقت كشيء ثابت في الحجر وغير قابل للتغيير). على عكس أشكال السلاحف ورمزيتها، يمكن العثور على حرباءين على جانبي الواجهة، وهما رمزان للتغيير. تواجه الواجهة الشمس المشرقة إلى الشمال الشرقي، رمزًا لميلاد المسيح. وهي مقسمة إلى ثلاثة أروقة، يمثل كل منها فضيلة لاهوتية (رجاء، إيمان، محبة). ترتفع شجرة الحياة فوق باب يسوع في رواق الإحسان. أربعة أبراج تكمل الواجهة وكل منها مخصص لقديس (ماتياس، برنابا، يهوذا الرسول، وسيمون المتعصب). في الأصل، قصد غاودي أن تكون هذه الواجهة متعددة الألوان، بحيث يتم طلاء كل أرشيف بمجموعة واسعة من الألوان. أراد أن يرسم كل تمثال وشكل. وبهذه الطريقة ستظهر أشكال البشر حية مثلها مثل تماثيل النباتات والحيوانات. اختار غاودي هذه الواجهة لتجسد هيكل وزخرفة الكنيسة بأكملها. كان يدرك جيدًا أنه لن ينهي الكنيسة وأنه سيحتاج إلى تقديم مثال فني ومعماري ليتبعه الآخرون. كما اختار أن تكون هذه الواجهة هي الأولى التي يبدأ البناء عليها وأن تكون، في رأيه، الأكثر جاذبية ومتاحة للجمهور. كان يعتقد أنه إذا كان قد بدأ البناء بواجهة الآلام، والتي ستكون صلبة وعارية (كما لو كانت مصنوعة من العظام)، قبل واجهة المهد، لكان الناس قد انسحبوا عند رؤيتها. تم تدمير بعض التماثيل في عام 1936 أثناء الحرب الأهلية الإسبانية، وبعد ذلك أعاد الفنان الياباني إيتسورو سوتو بناؤها.

#### واجهة الآلام

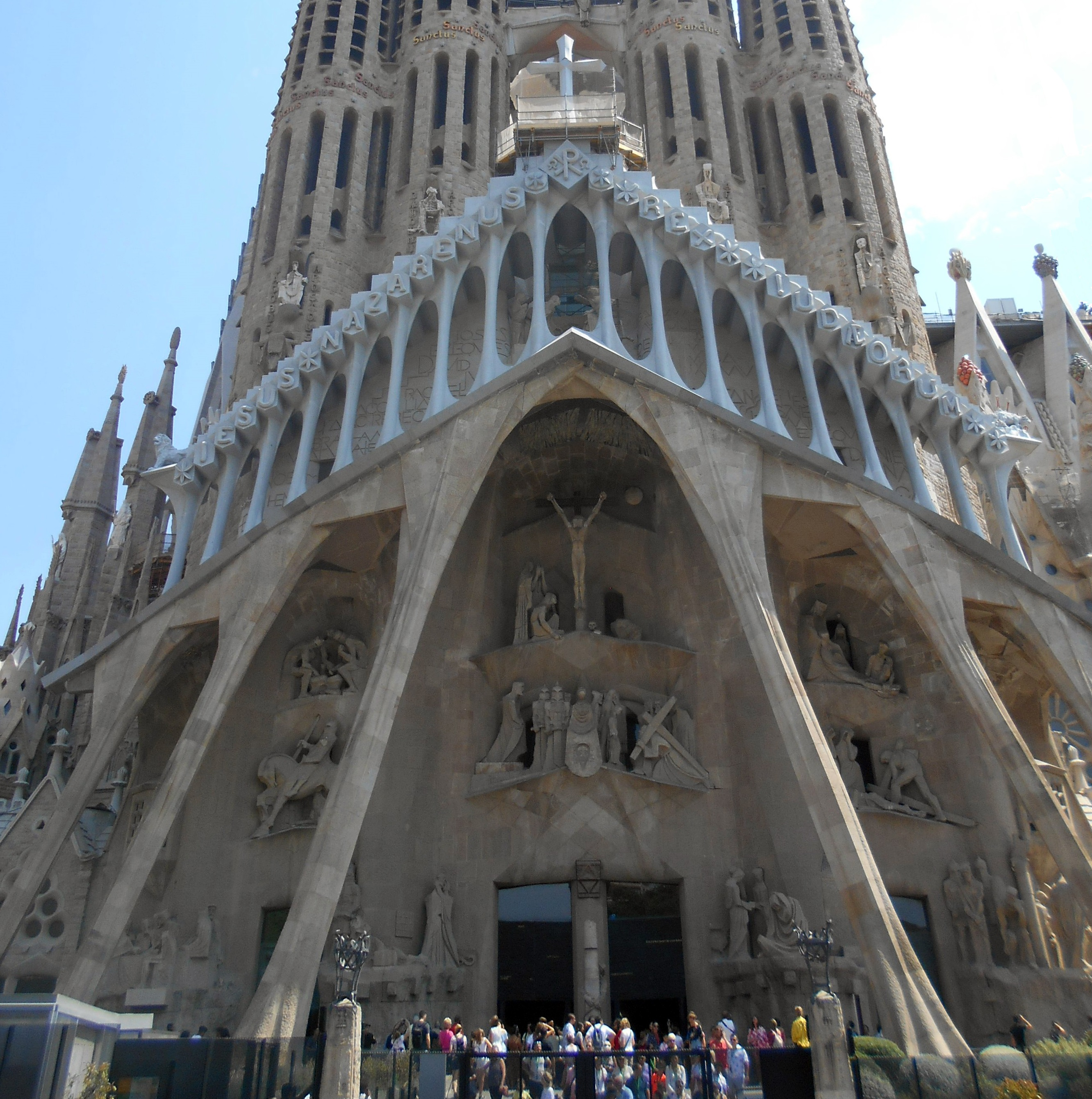
واجهة الآلام من كنيسة العائلة المقدسة في 2018

على النقيض من واجهة المهد المزينة للغاية، فإنَّ واجهة الآلام متقنة وواضحة وبسيطة، مع حجر عاري وافر، وهي منحوتة بخطوط مستقيمة قاسيّة تشبه عظام الهيكل العظمي. مكرّسة لآلام المسيح، آلام المسيح أثناء صلبه، كانت الواجهة تهدف إلى تصّوير خطايا الإنسان. بدأ البناء في عام 1954، باتباع الرسُومات والتعليمات التي تركها غاودي للمهندسين المعماريين والنحاتين في المستقبل. تم الانتهاء من الأبراج في عام 1976، وفي عام 1987 بدأ فريق من النحاتين، برئاسة جوزيب ماريا سوبراخس، العمل في نحت مختلف المشاهد وتفاصيل الواجهة. كانوا يهدفون إلى إعطاء شكل زاوي صلبًا لإحداث تأثير درامي. قصد غاودي لهذه الواجهة أن تثير الخوف في المتفرج. أراد «كسر» الأقواس و«قطع» الأعمدة، واستخدام تأثير تشياروسكورو (الظلال الزاويّة الداكنة المتناقضة مع الضوء القاسي القاسي) لإظهار قسوة ووحشية تضحية المسيح. في مواجهة غروب الشمس، وهي دلالة ورمزية على موت المسيح، تدعم واجهة الآلام ستة أعمدة كبيرة ومائلة، مصممة لتشبه جذوع سيكويا. وفوقها توجد قاعدة هرمية مكونة من ثمانية عشر عمودًا على شكل عظم، والتي تنتهي بصليب كبير مع تاج من الأشواك. كل برج من الأبراج الأربعة مخصص لرسول (جيمس، وتوما، وفيليب، وبارثولوميو)، ومثل واجهة الميلاد، هناك ثلاثة أروقة، يمثل كل منها الفضائل اللاهوتية، وإن كان ذلك في ضوء مختلف تمامًا. يمكن تقسيم المشاهد المنحوتة في الواجهة إلى ثلاثة مستويات تصعد على شكل حرف S وتعيد إنتاج محطات الصليب (عبر صليب المسيح). يصور أدنى مستوى مشاهد من الليلة الماضية ليسوع قبل الصلب، بما في ذلك العشاء الأخير، قبلة يهوذا، إيس هومو، ومحاكمة السنهدريم ليسوع. يصور المستوى الأوسط الجلجلة، أو الجلجثة، للمسيح، ويتضمن مريم الثلاث، والقديس لونجينوس، والقديس فيرونيكا، ووهم المسيح على حجاب فيرونيكا. في المستوى الثالث والأخير يمكن رؤية موت ودفن وقيامة المسيح. تمثال برونزي يقع على جسر يخلق رابطًا بين أبراج القديس بارثولوميو والقديس توما يمثل صعود يسوع. تحتوي الواجهة على مربع سحري يعتمد على  المربع السحري في طبعة 1514 ميلينكوليا Melencolia I )،I). يتم تدوير المربع ويتم تقليل رقم واحد في كل صف وعمود بمقدار واحد بحيث يتم إضافة الصفوف والأعمدة حتى 33 بدلاً من المعيار 34 لمربع سحري 4x4.

#### واجهة المجد

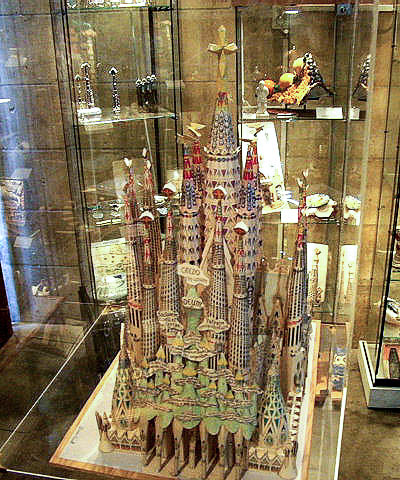
نموذج للمعبد المكتمل؛ واجهة المجد في المقدمة.
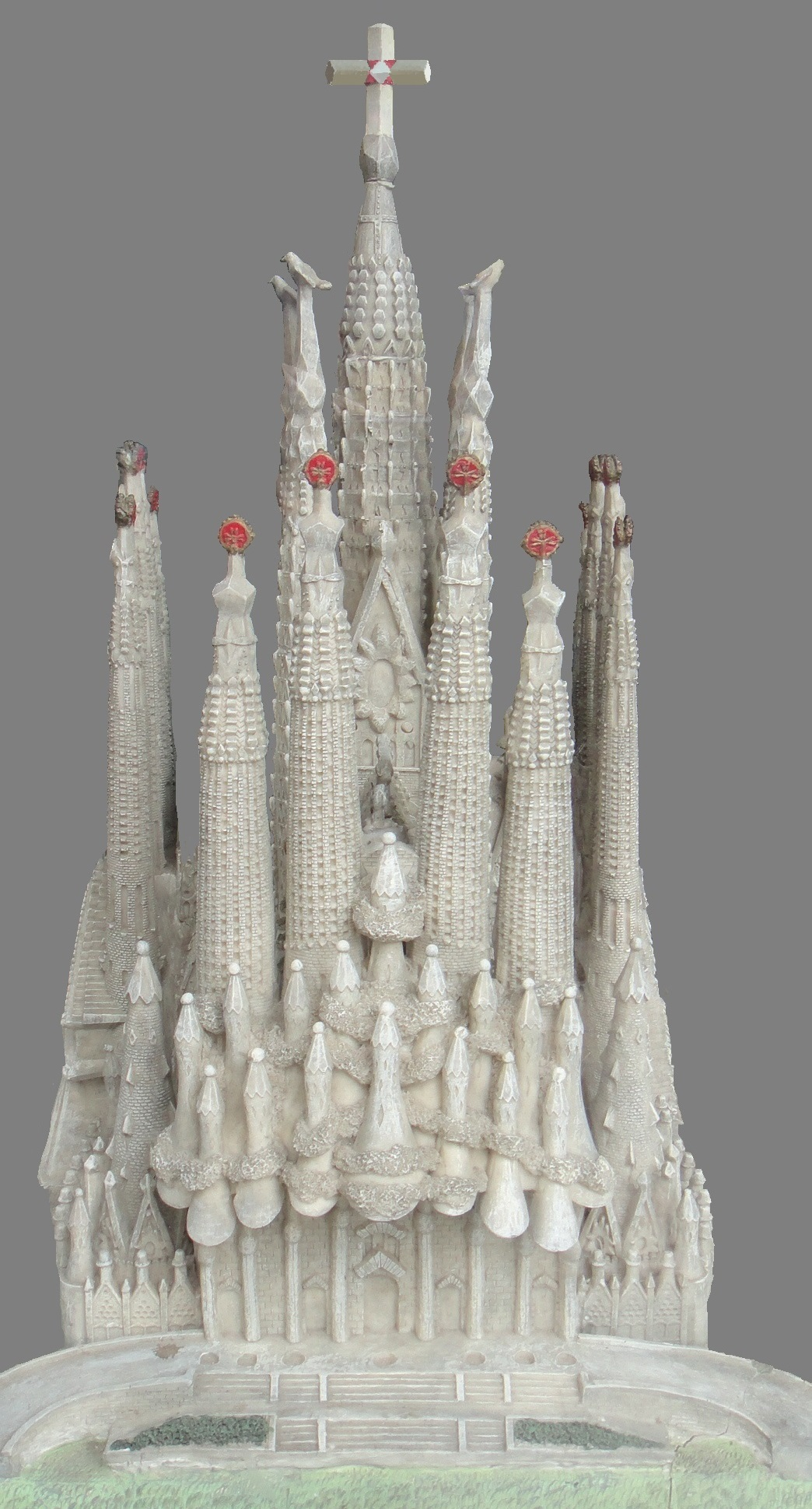
نموذج يظهر المدخل كما رغب غاودي.
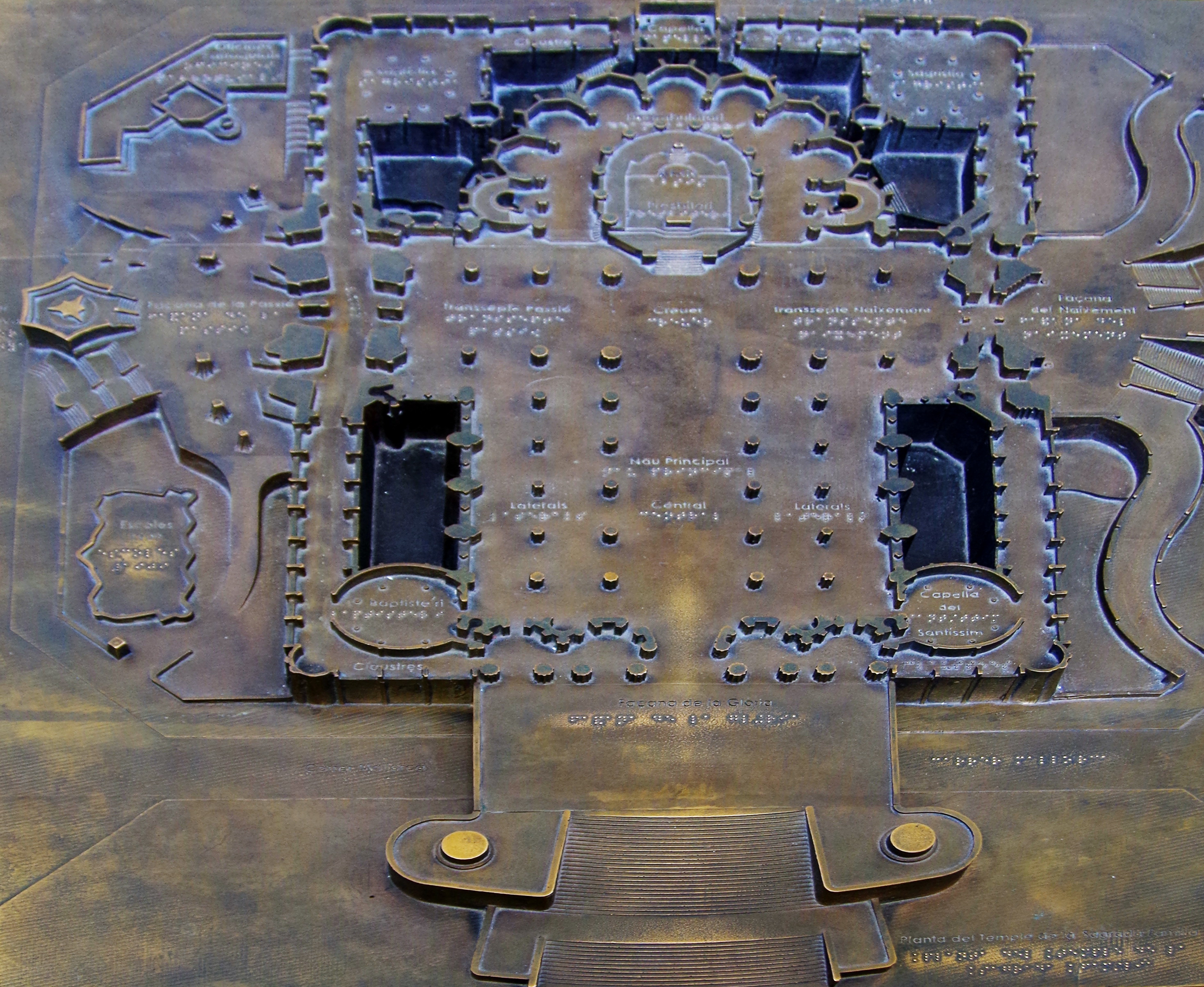
نموذج أرضي، يُظهر كارير دي مايوركا يمُر من تحت الأرض.
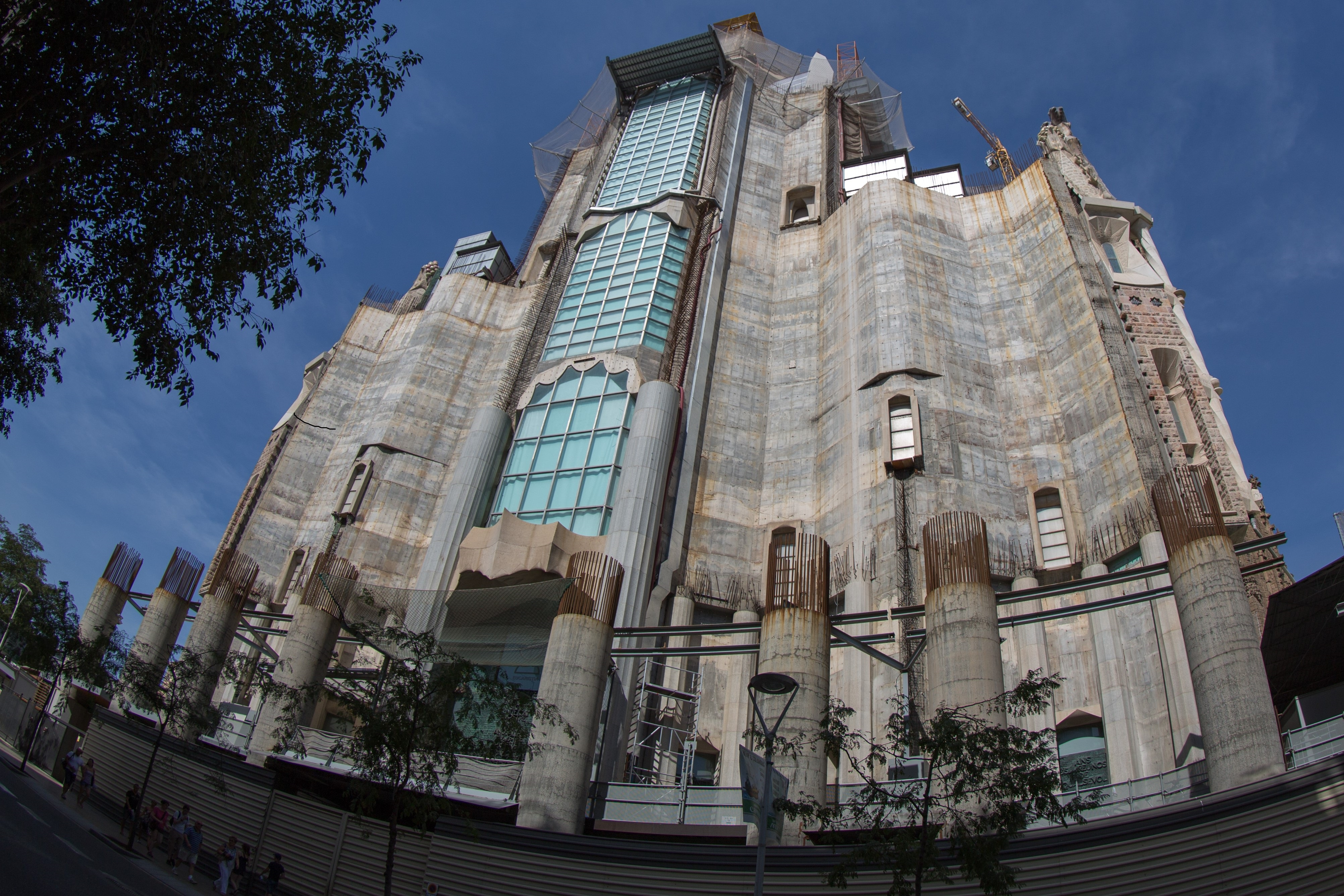
واجهة المجد قيد الإنشاء (عام 2016).
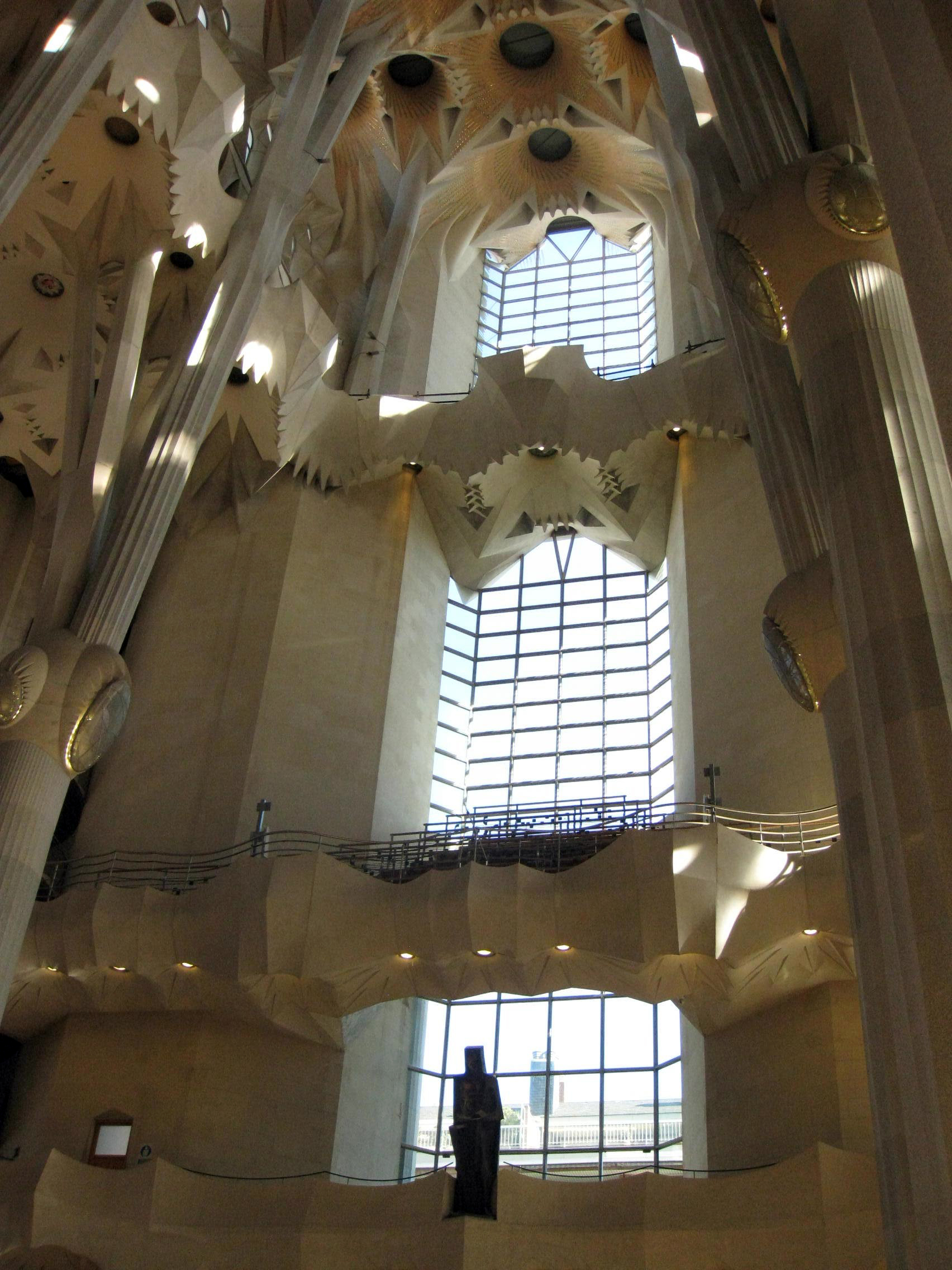
واجهة المجد من الداخل.

ستكون الواجهة الأكبر والأكثر لفتًا للنظر هي واجهة المجد، التي بدأ البناء عليها في عام 2002. وستكون الواجهة الرئيسية وستوفر الوصول إلى الصحن المركزي. مكّرسًا للمجد السماوي ليسوع، فهو يمثل الطريق إلى الله: الموت، والدينونة النهائية، والمجد، بينما تُترك الجحيم لأولئك الذين يحيدون عن إرادة الله. وإدراكًا منه أنه لن يعيش طويلاً بما يكفي لرؤية هذه الواجهة مكتملة، صنع غاودي نموذجًا تم هدمه في عام 1936، وتم استخدام شظاياه الأصلية كأساس لتطوير تصميم الواجهة. قد يتطلب الانتهاء من هذه الواجهة هدمًا جزئيًا للمبنى مع المباني عبر كارير دي مايوركا. الوصُول إلى رواق واجهة المجد، يتم عبر درج كبير فوق ممر تحت الأرض مَبني فوق كارير دي مايوركا مع الزخرفة التي تمثل الجحيم والسيئة. في مشاريع أخرى، سيتعين على كارير دي مايوركا الذهاب تحت الأرض. سيتم تزيينه بالشياطين والأصنام والآلهة الزائفة والبِدعة والانشقاقات، إلخ. كما سيتم تصوير المطهر والموت، مع استخدام القبور على الأرض. سيحتوي الرواق على سبعة أعمدة كبيرة مخصصة لمواهب الروح القدس. في قاعدة الأعمدة سيكون هناك تمثيل للخطايا السبع المميتة، وفي الجزء العلوي، الفضائل السبع.
- الهبات: الحِكمة، الفَهم، المشورة، الصلابة، المَعرفة، التقوى، مخافة الرب.
- الخطايا: الجَشع، الشهوة، الكِبرياء، الشَراهة، الكسل، الغضب، الحسد.
- الفضائل: اللُطف، الاجتهاد، الصبر، الصدقة، الاعتدال، التواضع، العفة.

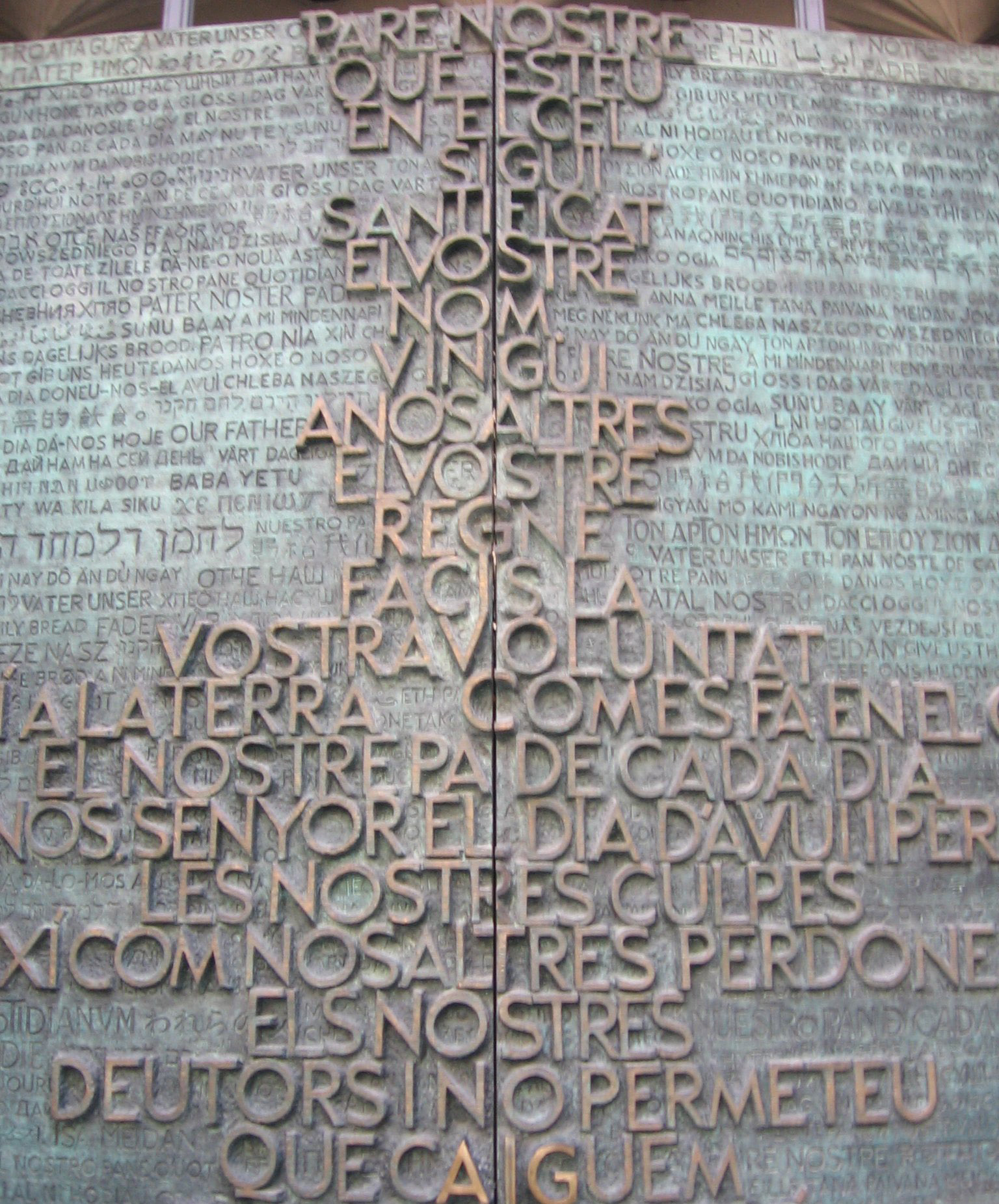
باب القربان المقدس لواجهة المجد يظهر ، في الأسفل ، "A ... G" لأنطوني غاودي

ستحتوي هذه الواجهة على خمسة أبواب مطابقة للأبواب الخمسة للمعبد، مع المدخل المركزي الذي يحتوي على مدخل ثلاثي، مما يمنح واجهة المجد سبعة أبواب تمثل الأسرار المقدسة:
- المعمودية
- التأكيد
- القربان المقدس
- الكَفارة
- أوامر مقدسة
- زواج
- دهن المرضى

في سبتمبر 2008، تم تركيب أبواب واجهة المجد، بواسِطة سوبراخس. تم نقش هذه الأبواب المركزية مع الصلاة الربانية، مع الكلمات «أعطونا خُبزنا اليَومي» بخمسين لغة مختلفة. مقابض الباب هي الأحرف "A" و "G" التي تشكل الأحرف الأولى من أنطوني غاودي ضمن عبارة «لا تقودنا إلى الإغِراء».

#### التصميم الداخلي

Interior of the Sagrada Família
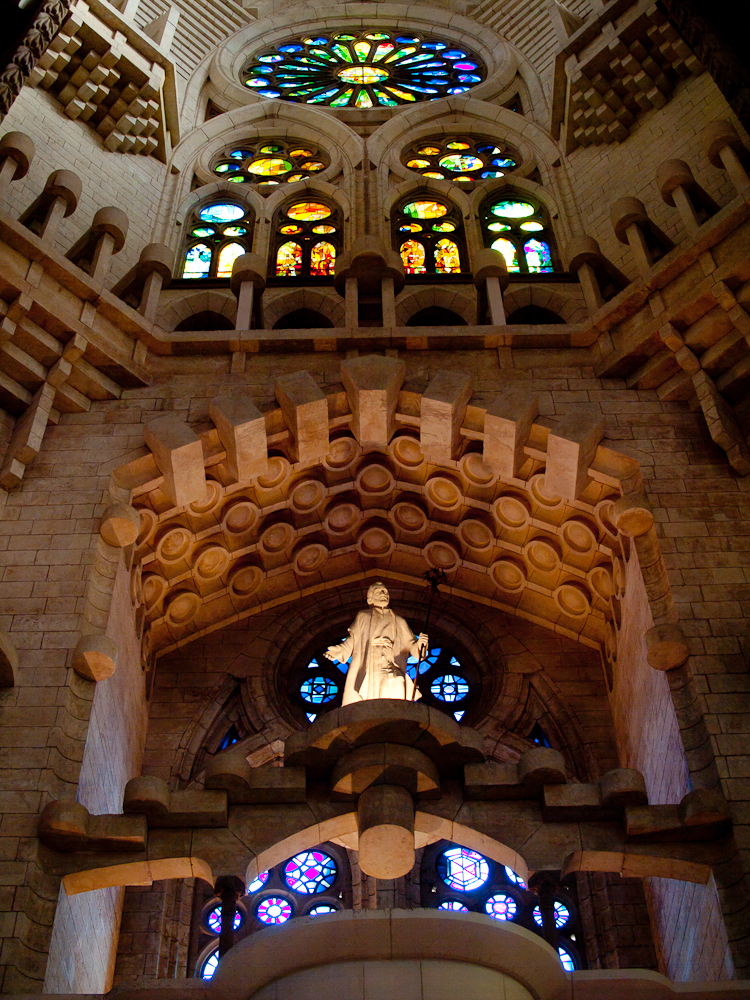
تقف في جناح الكنيسة وتتطلع شمال شرق (2011)
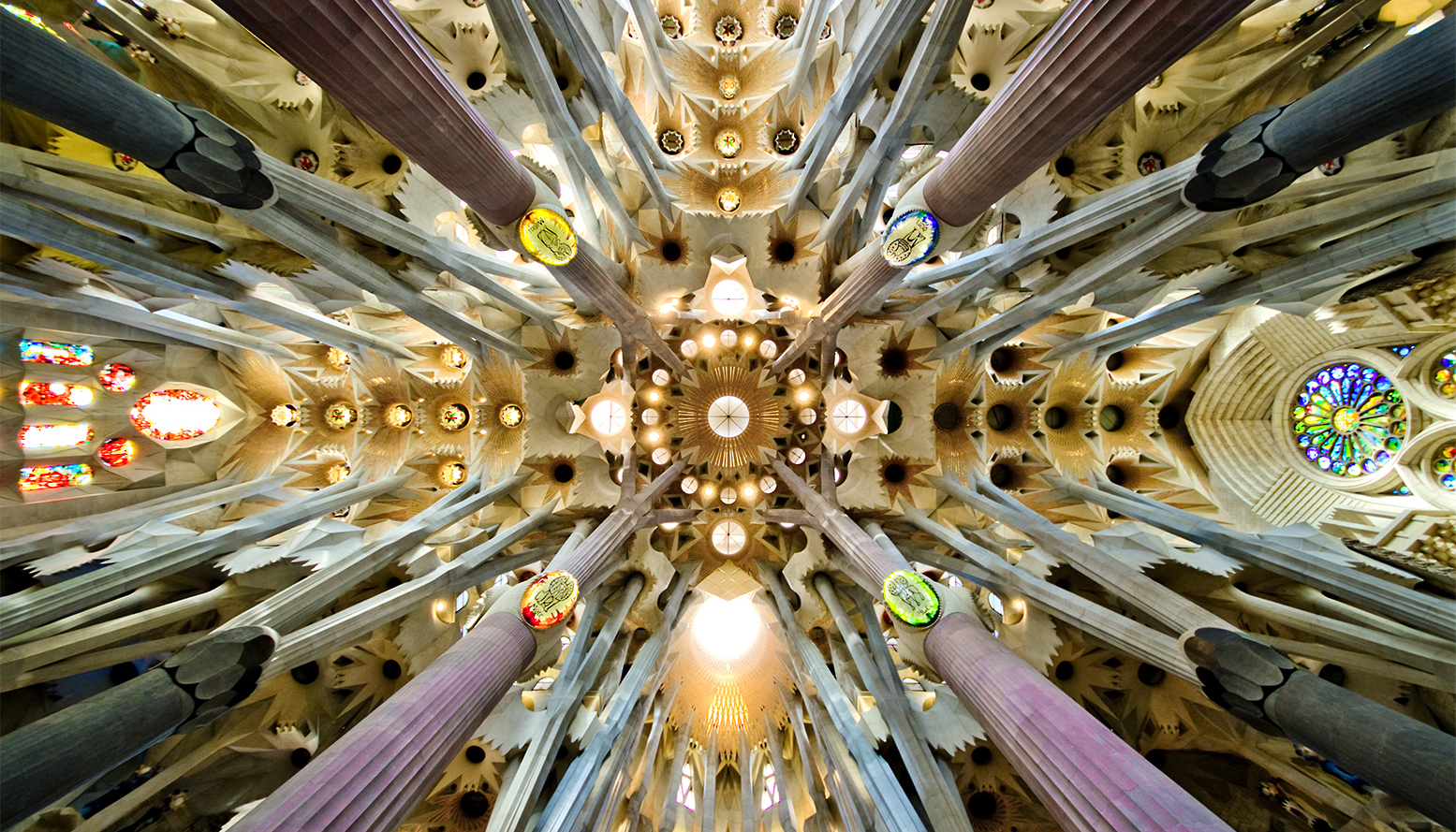
تفاصيل السقف في صحن الكنيسة. صمم غاودي الأعمدة لتعكس الأشجار والفروع .
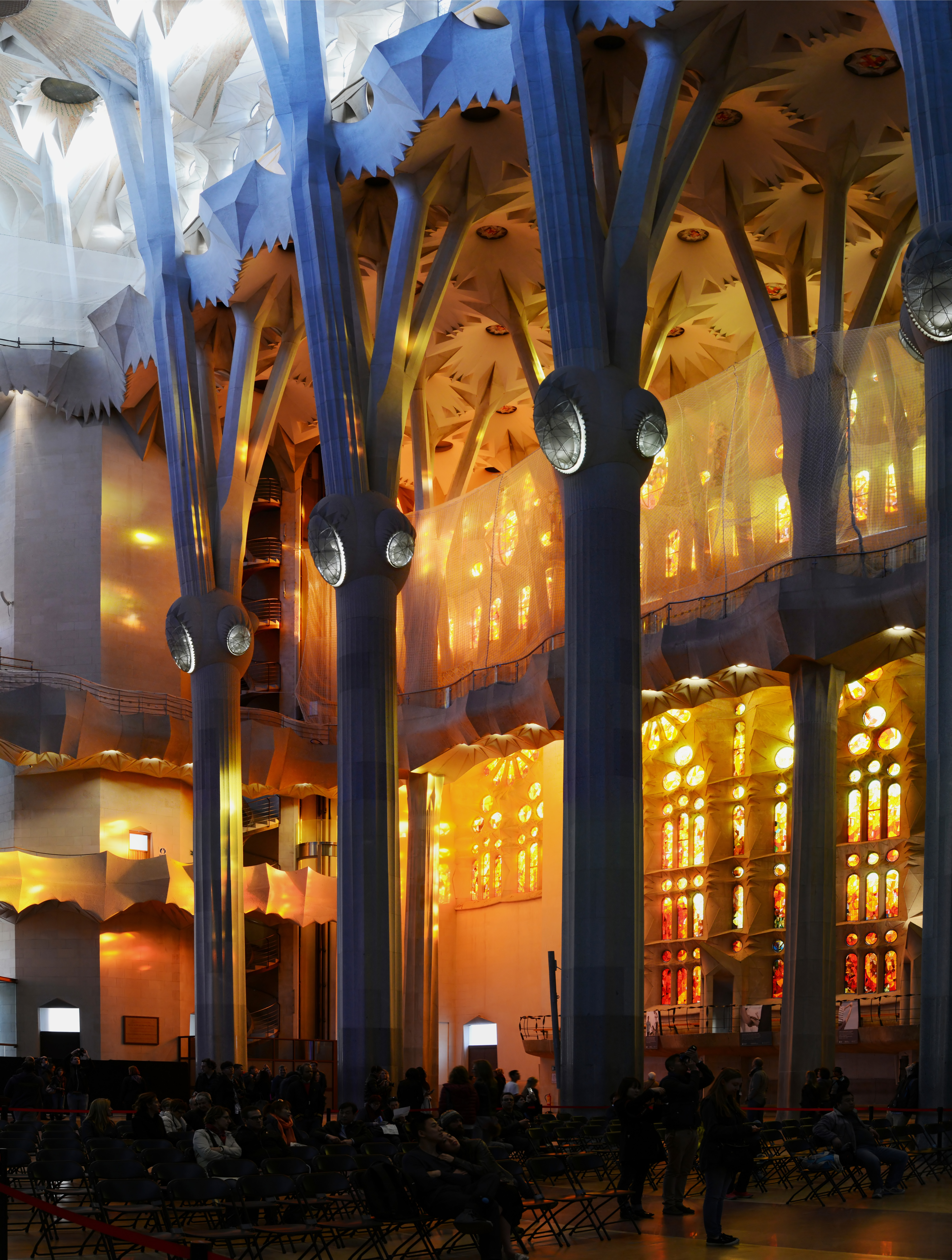
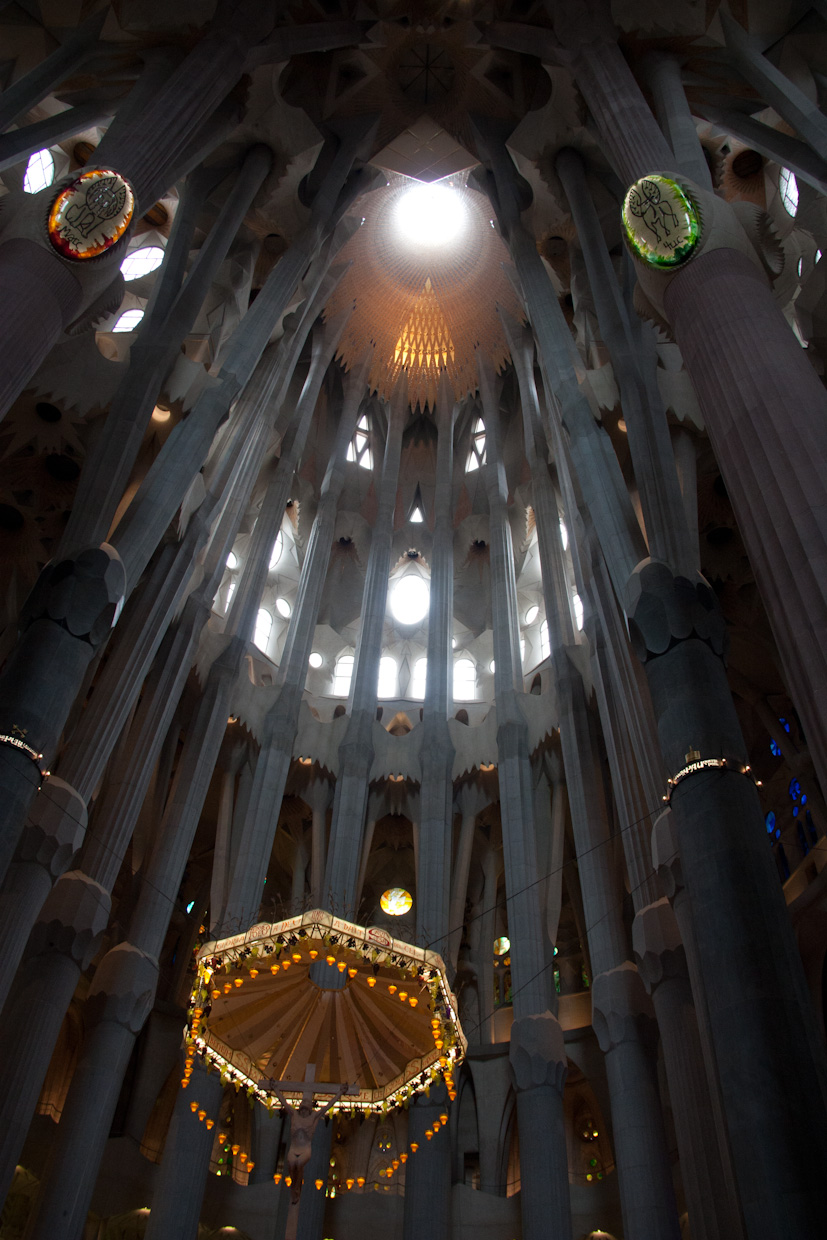
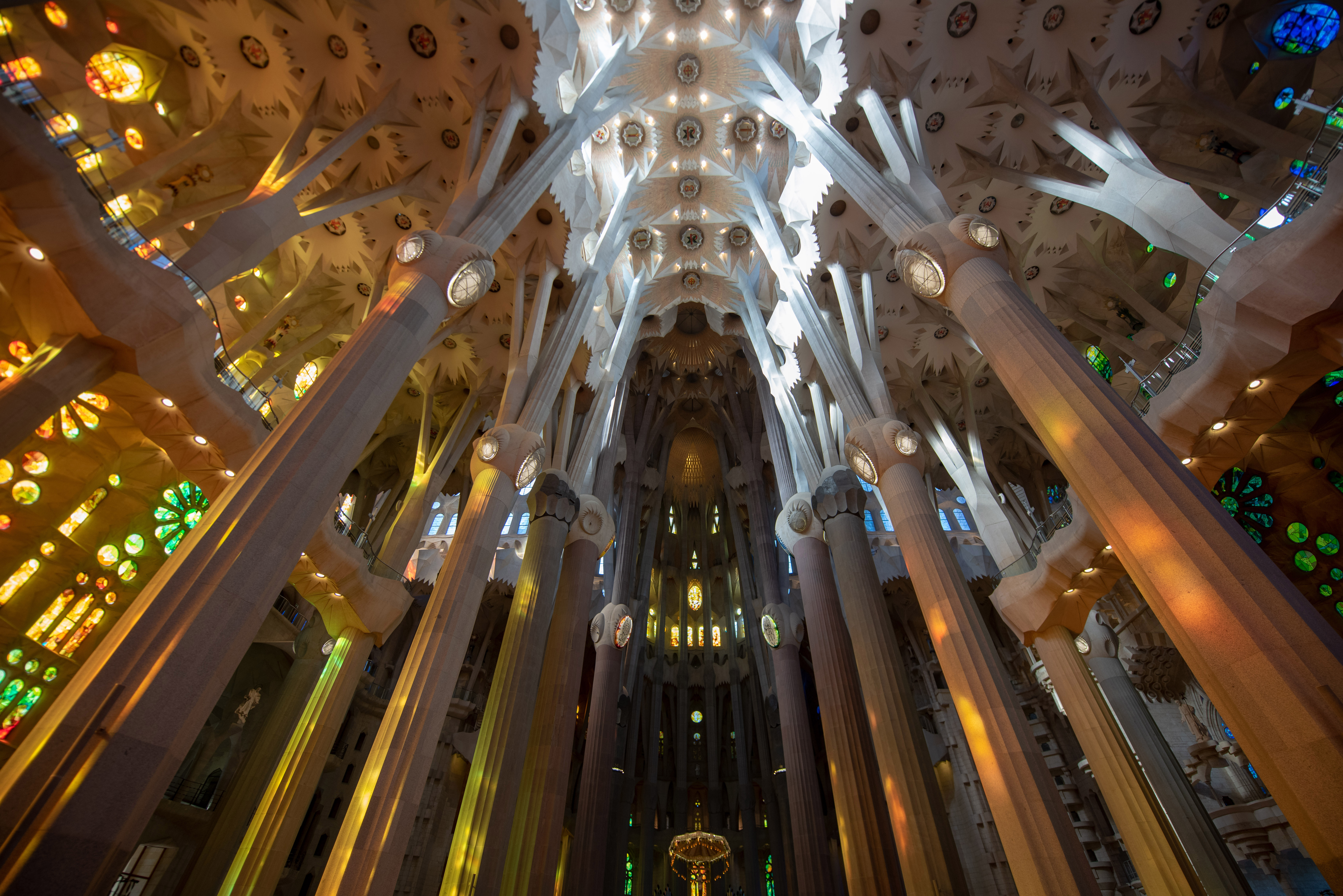

مخطط الكنيسة هو مخطط صليب لاتيني بخمسة أروقة. تصل أقبية الصحن المركزي إلى خمسة وأربعين مترًا (148 قدمًا) بينما تصل أقبية الصحن الجانبي إلى ثلاثين مترًا (98 قدمًا). الجناح له ثلاثة ممرات. الأعمدة على شبكة 7.5 متر (25 قدمًا). ومع ذلك، فإن أعمدة حنية الكنيسة، القائمة على أساس ديل فيلار، لا تلتزم بالشبكة، مما يتطلب قسمًا من أعمدة الإسعاف للانتقال إلى الشبكة وبالتالي إنشاء نمط حدوة حصان لتخطيط تلك الأعمدة. يرتكز المعبر على أربعة أعمدة مركزية من الرخام السماقي تدعم شكلًا قطع زائد كبيرًا محاطًا بحلقتين من اثني عشر شكل ذو قطع زائد (قيد الإنشاء حاليًا). يصل ارتفاع القبو المركزي إلى ستين مترا (200 قدم). الحنية مغطاة بقبو زائدي يصل ارتفاعه إلى خمسة وسبعين مترًا (246 قدمًا). قصد غاودي أن يتمكن الزائر الذي يقف عند المدخل الرئيسي من رؤية أقبية الصحن والعبور والحنية؛ وبالتالي الزيادة المتدرجة في دور علوي قبو. توجد فجوات في أرضية الحنية توفر إطلالة على القبو أدناه. الأعمدة الداخلية هي تصميم فريد من نوعه لغاودي. إلى جانب التفرع لدعم حملها، فإن أسطحها المتغيرة باستمرار هي نتيجة تقاطع أشكال هندسية مختلفة. أبسط مثال على ذلك هو أن قاعدة مربعة تتطور إلى مثمن مع ارتفاع العمود، ثم شكل من ستة عشر جانبًا، وفي النهاية إلى دائرة. هذا التأثير هو نتيجة تقاطع ثلاثي الأبعاد للأعمدة الحلزونية (على سبيل المثال، عمود المقطع العرضي المربع يلتف في اتجاه عقارب الساعة والعمود المماثل في عكس اتجاه عقارب الساعة). في الأساس لا يوجد أي من الأسطح الداخلية مستوية؛ الزخرفة شاملة وغنية، تتكون في جزء كبير من الأشكال المجردة التي تجمع بين المنحنيات الناعمة والنقاط الخشنة. حتى العمل على مستوى التفاصيل مثل الدرابزين الحديدي للشرفات والسلالم مليء بالتفاصيل الرشيقة.

##### أورغن
في عام 2010، تم تركيب أورغن في المذبح من قبل بناة الأورغن بلانكافورت أورجينرز دي مونتسيرات يحتوي الجهاز على 26 توقفًا (1492 أنبوبًا) على كتيبين ولوحة دواسة. للتغلب على التحديات الصوتية الفريدة التي تفرضها الهندسة المعمارية للكنيسة وحجمها الهائل، سيتم تركيب العديد من الأجهزة الإضافية في نقاط مختلفة داخل المبنى. ستكون هذه الآلات قابلة للعب بشكل منفصل (من وحدات التحكم الفردية الخاصة بها) وفي نفس الوقت (من وحدة تحكم واحدة متحركة)، مما ينتج عنه عضو من حوالي 8000 أنبوب عند الانتهاء.

### تفاصيل هندسية
مزيد من المعلومات: الرياضيات والفن

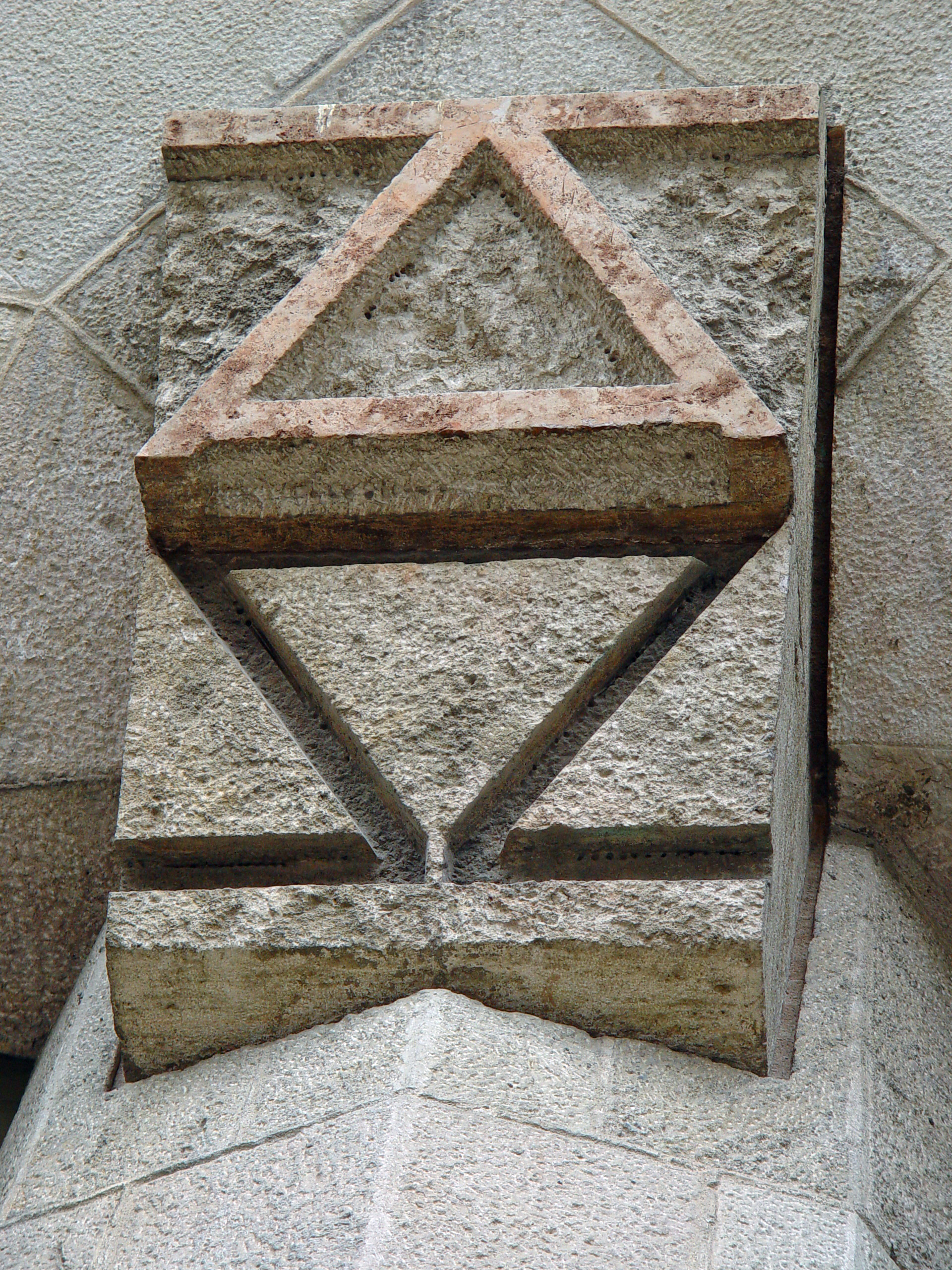
نحت ألفا وأوميغا عند مدخل ساغرادا فاميليا

تتوج الأبراج على واجهة المهد بقمم ذات شكل هندسي تذكرنا بالتكعيبية (تم الانتهاء منها حوالي عام 1930)، والزخرفة المعقدة معاصرة لأسلوب فن الآرت نوفو، لكن أسلوب غاودي الفريد مستوحى بشكل أساسي من الطبيعة، وليس من الفنانين الآخرين أو المهندسين المعماريين، ويقاوم التصنيف.
استخدم غاودي هياكل ذات قطع زائدي  في التصميمات اللاحقة لـ ساغرادا فاميليا (بشكل أكثر وضوحًا بعد عام 1914). ومع ذلك، هناك عدد قليل من الأماكن على واجهة المهد- تصميم لا يتساوى مع تصميم السطح المحكوم لغاودي- حيث يظهر القطع الزائد. على سبيل المثال، في جميع أنحاء المشهد مع البجع، هناك العديد من الأمثلة (بما في ذلك السلة التي يحملها أحد الشخصيات). هناك ثبات هيكلي يضيف ثباتًا هيكليًا لشجرة السرو (عن طريق توصيله بالجسر). وأخيرًا، توج أبراج «الأسقف ميتري» بهياكل زائدية الشكل. في تصميماته اللاحقة، تبرز الأسطح المسطرة في أقبية ونوافذ الصحن وأسطح واجهة العاطفة.

### الرمزية
تشمل الموضوعات في جميع أنحاء الزخرفة كلمات من الليتورجيا الطقوس الدينية. زينت الأبراج بكلمات مثل «أوصنا» و «إكسلسيس» و «سانكتوس»؛ تستنسخ الأبواب العظيمة لواجهة الآلام مقتطفات من آلام يسوع من العهد الجديد بلغات مختلفة، وخاصة الكاتالونية؛ وسيتم تزييّن واجهة المجد بكلمات من قانون إيمان الرسل، بينما يعيد بابها الرئيسي إصدار الصلاة الربانية بأكملها باللغة الكاتالونية، وتحيط بها أشكال متعددة من «خبزنا اليومي» في لغات أخرى. المداخل الثلاثة ترمز إلى الفضائل الثلاث: الإيمان والأمل والحب. كل واحد منهم مكرس أيضًا لجزء من حياة المسيح. واجهة الميلاد مكرسة لميلاده. كما أن بها شجرة سرو ترمز إلى شجرة الحياة. واجهة المجد مكرسة لفترة مجده. واجهة الآلام هي رمز لمعاناته. برج الحنية يحمل نصًا لاتينيًا من السلام عليك يا مريم. الكل في الكل، ساغرادا فاميليا هو رمز لحياة المسيح. سيتم تخصيص مناطق الحرم لتمثيل مفاهيم مختلفة، مثل القديسّين والفضائل والخطايا، والمفاهيم العلمانية مثل المناطق، ويفترض أن تتناسب مع الزخرفة.

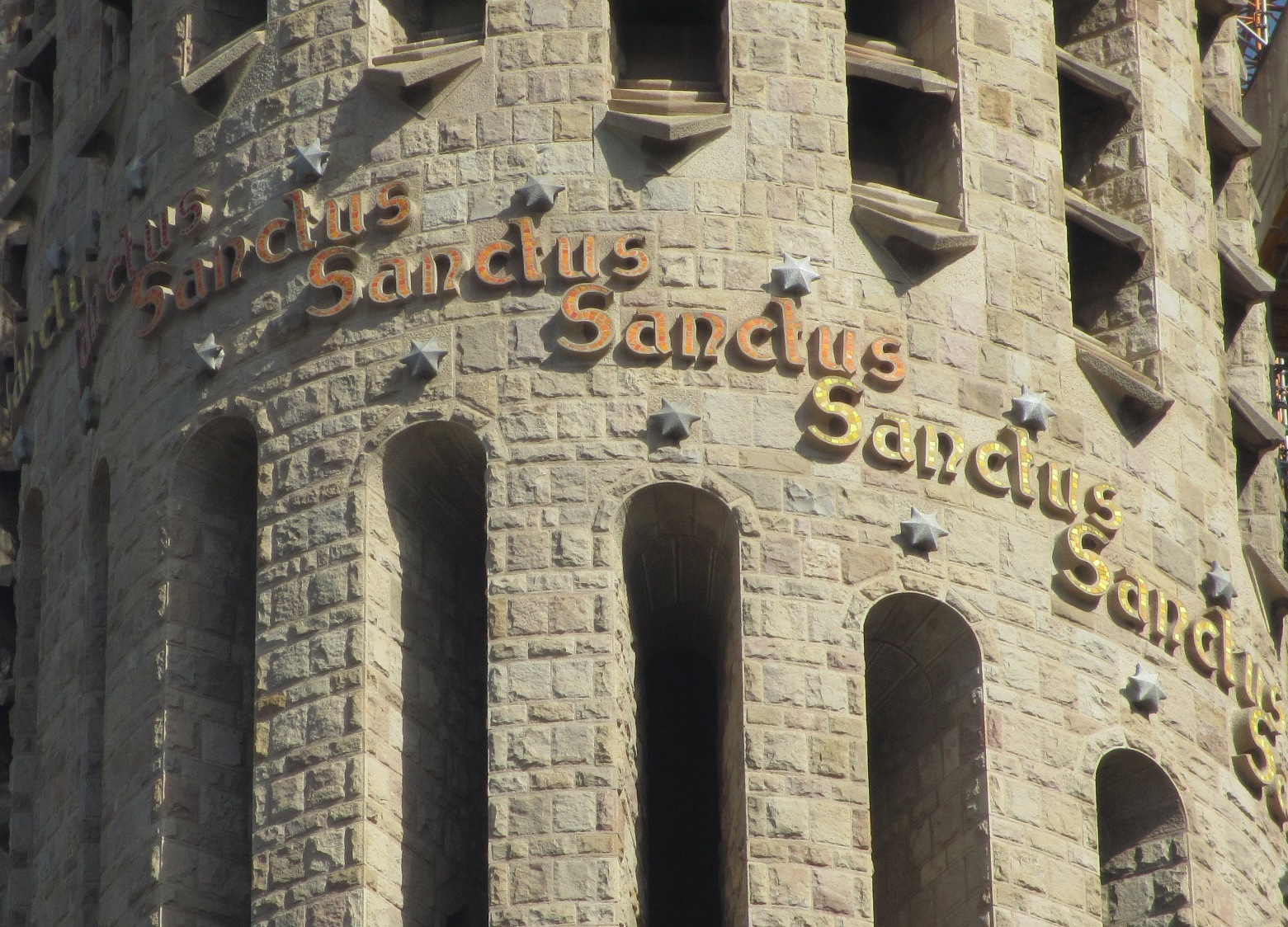
تفاصيل برج لواجهة الآلام مزينة بكلمة روح (سانكتوس)

### مراسم الدفن
- جوزيب ماريا بوكابيلا
- انطونيو جاودي

## توصيه
أشار مؤرخ الفن نيكولاس بيفسنر، الذي كتب في الستينيّات من القرن الماضي، إلى مباني غاودي على أنها تنمو «مثل أرغفة السكر وعُش النمل» ووصف زخّرفة المباني بقطع من الفخار المكسور بأنها ربما «سيئة الذوق» ولكن تم التعامل معها بحيوية و «جرأة لا ترحم».
كان تصميم المبنى نفسه مستقطبًا. كانت تقييمات زملاء غاودي للمعماريين إيجابية بشكل عام. أعجب لويس سوليفان بها كثيرًا، واصفًا ساغرادا فاميليا بأنها "أعظم قطعة معمارية إبداعية في الخمسة وعشرين عامًا الماضية. إنها روح يرمز لها بالحجر!"  أشاد والتر غروبيوس بساغرادا فاميليا، واصفًا جدران المبنى بأنها " أعجوبة الإتقان التقني". وصفته مجلة تايم بأنه "حسي، روحي، غريب الأطوار، غزير"،  ومع ذلك، وصفه المؤلف والناقد جورج أورويل بأنه "أحد أبشع المباني في العالم"، أطلق عليه المؤلف جيمس أ.ميشينر من أغرب المباني جدية المظهر في العالم " صرح المؤرخ البريطاني جيرالد برينان عن المبنى" حتى في الهندسة المعمارية الأوروبية لتلك الفترة لا يمكن لأحد اكتشاف أي شيء مبتذل أو طنان". الصورة الظلية المميزة للمبنى أصبحت مع ذلك رمزًا لبرشلونة نفسها،  حيث تجذب ما يقدر بنحو 3 ملايين زائر سنويًا.

### مكانة التراث العالمي
جنبا إلى جنب مع ستة مبانٍ أخرى من غاودي في برشلونة، يعد جزء من لاساغرادا فاميليا أحد مواقع التراث العالمي لليونسكو، حيث يشهد على «مساهمة غاودي الإبداعيّة الاستثنائية في تطوير الهندسة المعمارية وتكنولوجيا البناء»، «بعد أن مثّلت الحداثة في كاتالونيا» و«متوقع وأثرت في العديد من الأشكال والتقنيات التي كانت ذات صلة بتطُور البناء الحديث في القرن العشرين». يتضمن النّقش فقط القبو وواجهة الميلاد.

## وصول الزوار
يمكن للزوار الوصول إلى أبراج صحن الكنيسة والسِرداب والمتحف والمتجر والآلام والميلاد. يتطلب الدخول إلى أي من الأبراج الحجز والشراء المسبق للتذكرة. لا يمكن الوصول إلاعن طريق المِصعد الذي يصعد قليلاً حتى ما تبقى من الأبراج إلى الجسر بين الأبراج. يتم النزول عبر درج حلزوني ضيّق للغاية يزيد عن 300 درجة. هناك تحذير منشور لمن يعانون من حالات طبيّة.
اعتبارًا من يونيو 2017، أصبح شراء التذاكر عبر الإنترنت متاحًا. اعتبارًا من أغسطس 2010، كانت هناك خدمة يمكن من خلالها للزوار شِراء رمز دخول إما من أكشاك سيرفكايكسا ATM (جزء من بنك كايكسا) أوعبر الإنترنت. خلال موسم الذروة، من مايو إلى أكتوبر، تأخر الحجوزات للدخول لمدة تصل إلى بضعة أيام ليس بالأمر غير المعتاد.

## الجماهير الدولية
تقيم أبرشية برشلونة قداسًا دوليًا في بازيليك ساغرادا فاميليا كل يوم أحد وفي أيام الالتزام المقدسة.
- التاريخ والوقت: كل يوم أحد وأيام الإلتزام الساعة 9 صباحًا
- لا توجد رسوم لحضور القداس ولكن السعة محدودة
- يُطلب من الزوار ارتداء الملابس المناسبة والتصرف باحترام.[58]

## تصريح التمويل والبناء
لا يتم دعم البناء في ساغرادا فاميليا من قبل أي مصادر حكومية أو كنسية رسمية. قام المستفيدون الخاصون بتمويل المراحل الأولية. يتم الآن استخدام الأموال من التذاكر التي يشتريها السائحون لدفع ثمن العمل، ويتم قبول التبرعات الخاصة من خلال أصدقاء ساغرادا فاميليا. ميزانية البناء لعام 2009 كانت 18 مليون يورو.
في أكتوبر / تشرين الأول 2018، وافق أمناء ساغرادا فاميليا على دفع 36 مليون يورو كدفعات لسلطات المدينة للحصول على تصريح بناء بعد 136 عامًا من البناء. سيتم توجيه معظم الأموال لتحسين الوصول بين الكنيسة ومترو برشلونة. صدر التصريح عن المدينة في 7 يونيو 2019.